# Tethina minoia
Tethina minoia är en tvåvingeart som beskrevs av Lorenzo Munari 1999. Tethina minoia ingår i släktet Tethina och familjen Canacidae. Inga underarter finns listade i Catalogue of Life.